# 可口可乐（山西）饮料有限公司
37°47′53″N 112°33′16″E / 37.79793°N 112.55452°E
中粮可口可乐饮料（山西）有限公司，是一家由美国可口可乐公司授权生产可口可乐产品的饮料生产厂家，注册于1994年11月，为山西西山煤电（集团）有限责任公司和中粮可口可乐饮料（中国）投资有限公司合资。公司位于山西省太原市山西综改示范区太原学府园区长治路279号，占地4万余平方米，注册资金1000万美元，总投资2500万美元 。

## 相关事件
2012年4月17日，中央人民广播电台报道，有公司员工向记者透露，2月3日晚，可口可乐（山西）饮料有限公司的一名管道维修工不慎误操作管道阀门，致使消毒用的含氯处理水混入了可乐，涉及的可乐共9个批次，价值500万元人民币左右，公司已将这些可乐当作合格产品，让其流向市场。当日中午，可口可乐装瓶投资集团（中国）通过新浪微博发布消息称该消息严重失实，
|  | 日前我们注意到有所谓“员工爆料”误传山西厂产品含余氯，经查并不符合事实。对此，我司保留依法追究的权利。我们出厂的所有产品都经过严格的质量保障体系的检验，符合国家有关质量的法律法规，是安全可靠的。请大家放心。 |

同一天，山西省质量技术监督局立即对山西可口可乐公司展开调查，并在当晚召开了新闻发布会，称2月4至8日公司生产了9个批次的碳酸饮料共计121058箱，已投入市场五个批次76391箱，库存四个批次44667箱，库存产品已被封存；已投放市场的产品，由于公司总部的要求，全部流入了山西省内市场；产品质量正在检验中。4月18日凌晨4时45分，山西省质量技术监督局召开第二次新闻发布会，公布了山西省食品质量安全监督检验院、山西出入境检验检疫局检验检疫技术中心的检验结果，结果为游离余氯未超过国家标准，临时成立的专家组认定“产品不会对人体造成伤害”。检验结果随即遭到了媒体的质疑，根据山西省质检部门出具的检验报告，有关部门仅对2月5日至8日的产品进行了检验，而事发当日的产品却没有被检验，山西省有关单位的解释是库存已无2月4日生产的产品，市场上也买不到。中央人民广播电台的记者随后质疑称，现场山西省检验部门出具的检验报告上，醒目和芬达的游离余氯检测值分别是0.02mg/L和0.04mg/L，远远超过0.005mg/L的国家标准，并非如专家组所说“游离余氯未超过国家标准”。不久该记者又公开发文表示自己引用数据时出错，余氯数据分别应为0.002mg/L和0.004mg/L，确实没有超过国家标准，并向山西省质监局致歉。同时，另外有媒体质疑饮料检测出余氯是否属于正常情况。 4月19日，山西省质监局进驻山西可口可乐公司展开调查，调查中发现可口可乐公司已将2月4日至2月8日的全部电子邮件和部分生产记录删除，可口可乐公司的解释是“电脑维修”；关键证人被公司安排带薪休假。4月29日，山西省质监局称，调查结果为饮料混入含氯水属实，并发现了其它生产问题，根据有关法律规定，山西省质监局已在28日对可口可乐（山西）饮料有限公司处以停产整顿的处罚。可口可乐山西公司在4月28日对外发表声明，承认了饮料含氯事件，但是仍然强调了产品是安全的，不会对人体产生不良影响。